# Liste der Monuments historiques in Burgille
Die Liste der Monuments historiques in Burgille führt die Monuments historiques in der französischen Gemeinde Burgille auf.

## Liste der Immobilien
| Bezeichnung         | Beschreibung                                                                                               | Standort                           | Kennzeichnung | Schutzstatus | Datum | Bild           |
| ------------------- | --- | ---------------------------------- | ------------- | ------------ | ----- | -------------- |
| Château de Cordiron | Donjon und Torhaus einer Burg, zweite Hälfte des 13. Jahrhunderts; mit Resten der Gräben und der Ringmauer | Cordiron, chemin de la Tour (Lage) | PA00101620    | Inscrit      | 2015  | weitere Bilder |

## Liste der Objekte
| Bezeichnung | Beschreibung                                                   | Standort                                               | Kennzeichnung | Schutzstatus | Datum | Bild |
| ----------- | -------------------------------------------------------------- | ------------------------------------------------------ | ------------- | ------------ | ----- | ---- |
| Glocke      | Bronze, Erstguss 1570, im 17. oder 18. Jahrhundert neugegossen | Burgille, in der Kirche Assomption-de-la-Vierge (Lage) | PM25000455    | Classé       | 1942  |      |